# New Castle (Indiana)
Pour les articles homonymes, voir Newcastle.
New Castle est une ville de l'Indiana. Lors du recensement de 2010, elle comptait 18 114 habitants.

## Source
- (en) Cet article est partiellement ou en totalité issu de l’article de Wikipédia en anglais intitulé « New Castle, Indiana » (voir la liste des auteurs).